# Tipula xyrophora
Tipula xyrophora är en tvåvingeart som beskrevs av Günther Theischinger 1977. Tipula xyrophora ingår i släktet Tipula och familjen storharkrankar. Inga underarter finns listade i Catalogue of Life.